# Doosra Keval
Doosra Keval es una serie de televisión india de 1989 dirigida por Lekh Tandon y protagonizada por Shahrukh Khan. Ambos trabajaron antes en la serie Dil Dariya.

## Argumento
Esta es la historia de una familia en la que Shahrukh Khan interpretaba a Keval, un chico de pueblo que va a la ciudad y nunca regresa. Fue encontrado asesinado y la identidad del asesino no fue revelada. Su Taya Ji (tío) junto con su hermana insta a la policía a investigar su asesinato. La historia se cuenta como recuerdos de su madre, hermana, los aldeanos con alguna otra serie de eventos relacionados con su investigación de asesinato. Un día, su amigo regresa a su pueblo con la esperanza de encontrar quién mató a Keval. Al final se reveló la identidad del asesino. La familia de Keval acepta a su amigo como el segundo Keval. Esto se considera como una reencarnación de Keval. De ahí el nombre «Doosra Keval» (hindi) o «El segundo Keval».

## Reparto
- Shahrukh Khan como Keval.
- Arun Bali como tío de Keval.
- Vinita Malik como madre de Keval.
- Natasha Rana como hermana de Keval.
- Rajendra Nath